# Chambre de commerce et d'industrie de Roanne Loire Nord

Ancien logo de la CCI de Roanne Loire Nord

La chambre de commerce de Roanne Loire Nord était l'une des deux anciennes CCI du département de la Loire. Son siège était situé à Roanne, au 4, rue Marengo. Elle était présidée par Jean-Bernard Devernois depuis le 26 juin 2006 et faisait partie de la chambre régionale de commerce et d'industrie Rhône-Alpes.
Le 1er janvier 2016, la CCI du Roannais a fusionné avec la CCI de Lyon et la CCI de Saint-Étienne / Montbrison pour former la chambre de commerce et d'industrie Lyon Métropole Saint-Etienne Roanne.

## Missions
C'est un établissement public qui est placé sous la double tutelle du Ministère de l'Industrie et du ministère des PME, du Commerce et de l'Artisanat comme toutes les CCI.
La CCI Roanne Loire Nord  représente auprès des pouvoirs publics les intérêts du commerce, de l’industrie et des sociétés de service de l'arrondissement de Roanne. Elle formule des propositions sur les questions de politique économique, d’infrastructures et d’équipements.

### Service aux entreprises
- Centre de formalités des entreprises
- Consultation de fichiers d'entreprises et d'études économiques
- Assistance technique au commerce : créer, développer, transmettre son commerce
- Assistance technique à l'industrie et aux entreprises de service : conseil dans les domaines de l'innovation, du développement à l'international, de la réglementation, de la formation, etc.
- Point A (apprentissage).

### Gestion d'équipements
- Locaux commerciaux et industriels ;
- Hôtel des entreprises.

### Centres de formation
- CIFOR Roanne

## Historique
- 9 janvier 1864 : Création de la chambre de commerce de Roanne
- 1er janvier 2016 : Rattachement à la chambre de commerce et d'industrie Lyon Métropole Saint-Étienne Roanne

## Pour approfondir